# Lichenophanes martini
Lichenophanes martini är en skalbaggsart som beskrevs av Pierre Lesne 1899. Lichenophanes martini ingår i släktet Lichenophanes och familjen kapuschongbaggar. Inga underarter finns listade i Catalogue of Life.